# یواس‌اس پالوس (۱۸۶۵)
یواس‌اس پالوس (۱۸۶۵) (به انگلیسی: USS Palos (1865)) یک کشتی بود که طول آن ۱۳۷ فوت (۴۲ متر) بود. این کشتی در سال ۱۸۶۵ ساخته شد.